# در برابر پرچم
در برابر پرچم (فرانسوی: Face au drapeau‎) که در فارسی با نام تونل زیردریایی هم ترجمه شده، یکی از آثار ژول ورن نویسنده فرانسوی داستان‌های علمی و تخیلی است که توسط پیر-ژول اتزل در سال ۱۸۹۶ منتشر شد.